# الحلابية
قرية الحلابية هي إحدى القرى التابعة لمركز بنى سويف في محافظة بني سويف في جمهورية مصر العربية. حسب إحصاءات سنة 2006، بلغ إجمالي السكان في الحلابية 6101 نسمة، منهم 3002 رجل و3099 امرأة.